# アルフレッド・ホーン

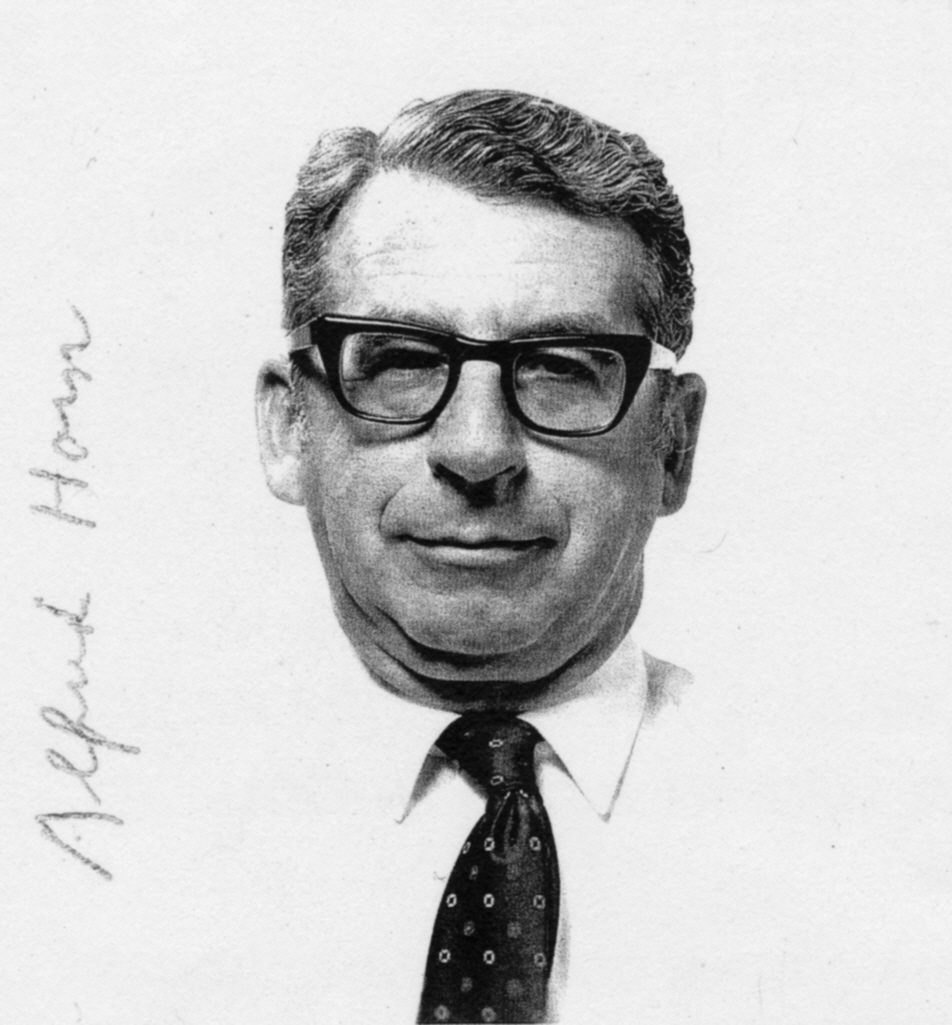
サイン付き写真、1973年

アルフレッド・ホーン（Alfred Horn、1918年2月17日 - 2001年4月16日）はアメリカの数学者。束論、普遍代数学に業績がある。彼は1951年に出した論文でのちにホーン節と呼ばれるアイデアを取り上げ、論理プログラミングの基礎に重要な貢献をした。
マンハッタンに生まれる。彼の両親は二人とも聴覚に障害を持っていた。父は3歳のときに亡くなり、子供たちはホーンの母方の祖父母のもとへと移った。その後一家はブルックリンに移り、ホーンはそこで育った。
ホーンはシティカレッジに入り、数学の修士号をニューヨーク大学で取ったのち、カリフォルニア大学バークレー校に移り、1946年博士号を取った。一年後、カリフォルニア大学ロサンゼルス校で職を得て、1988年に退職するまでそこで教えた。
2001年、前立腺癌と8年間の闘病の末に亡くなった。